# Natalia Gousseva (actrice)
Pour les articles homonymes, voir Natalia Gousseva.
Natalia Evguenievna Mourachkevitch (en russe : Наталья Евгеньевна Мурашкевич), née Natalia Gousseva (Наталья Гусева) à Moscou le 15 février 1972, est une actrice soviétique. Elle est devenue célèbre à l'âge de douze ans après la sortie du feuilleton télévisé L'Invitée du futur (1984).

## Biographie
Natalia Gousseva est née le 15 février 1972 à Moscou. Son père, Evgueni Aleksandrovitch Goussev, est ouvrier, et sa mère, Galina Makarovna Gousseva, est médecin-thérapeute. Natalia est scolarisée à l'école no 692 de Moscou depuis 1979. Sa première apparition à l'écran a lieu sous la direction de Viktor Volkov, dans le rôle d'écolière dans le court métrage éducatif pour enfants Opasnye pustiaki (1983), destiné à familiariser les tout petits avec le code de la route. Sur le doublage de son rôle au Studio Gorki, Natalia attire l'attention de l'un des assistants de Pavel Arsenov, qui cherchait une fille pour le rôle d'Alice Selezneva pour son téléfilm L'Invitée du futur adapté du cycle de science fiction de Kir Boulitchev Les Aventures d'Alice. L'interprétation du personnage d'Alice a rendu Natalia extrêmement populaire. Ensuite, elle a participé à trois autres films : La Course du siècle (1986), Le Globe couleur lilas (1987) et Volonté de l'Univers (1988), qui sont passés complètement inaperçus au box-office.
Après avoir terminé ses études secondaires en 1989, Natalia entre à l'université technologique de Moscou au département de biotechnologie, dont elle sort diplômée en 1994. Elle travaille comme chercheuse à l'Institut de recherche Gamaleïa d'épidémiologie et de microbiologie et devient l'un des chefs du département de diagnostic dans le domaine des maladies infectieuses.
En 2007, sur la chaîne NTV l'un des épisodes de l'émission Le Personnage principal, présenté par Anton Khrekhov, est consacré à la série La Visiteuse du futur et aux destins des enfants acteurs y ayant joué.
En 2009, Natalia renoue brièvement avec le cinéma et la télévision, prêtant sa voix au personnage de dessin animé L'Anniversaire d'Alice et en incarnant une présentatrice dans la série télévisée Fonderie (épisode de la 2e saison Face).

## Vie privée
En 1993, elle a épousé Denis Anatolievitch Mourachkevitch, dont elle a divorcé en 2001. Elle a une fille, Alessia (Алеся), née le 14 décembre 1996.
Le 18 juillet 2013, elle épouse Sergueï Lvovitch Ambinder (né le 6 avril 1975), designer, directeur artistique de la fondation caritative Rusfond, dirigée par son père, Lev Sergueïevitch Ambinder. Leur fille, Sofia Ambinder, naît en février 2013.

## Filmographie
- 1983 : Les Bagatelles dangereuses (Opasnye pustiaki) de Viktor Volkov : l'écolière
- 1985 : L'Invitée du futur (Gostya iz budushchego) de  Pavel Arsyonov : Alice Selezneva
- 1986 : La Course du siècle (Gonka veka) de Nikita Orlov : Rachel Crowhurst
- 1987 : Le Globe lilas (Lilovyy shar) de  Pavel Arsyonov : Alice Seleznyova
- 1988 : La Volonté de l'univers (Volya vselennoy) de Dmitri Mikhleyev : Lena Lukashevich
- 2009 : La Fonderie (série télévisée, épisode Face) : Irina, présentatrice de télévision.